# 横浜ポルタ
横浜ポルタ（よこはまポルタ、YOKOHAMA PORTA）は、神奈川県横浜市西区にある横浜駅東口の地下街。1980年11月7日開業。横浜新都市ビル（核店舗はそごう横浜店）と同じく横浜新都市センター株式会社が管理・運営する。

## 概要
横浜駅東口と、横浜駅#東口バスターミナルが入居した横浜新都市ビル、横浜シティ・エア・ターミナル (YCAT) が入居した横浜スカイビルとを結んでおり、平日平均13万人、休日は18万人が往来する。またエントランスには、YCATから羽田空港へのリムジンバスの運行状況を表示する電光掲示板があり、その左隣に横浜銀行・横浜そごう・京浜急行・東京急行（全て1981年当時のロゴ・表記）の連名で名づけられた「よこはまの詩」のプレートがある。
キャッチフレーズは「人にやさしい、あなたにうれしい」。

### 建設の経緯
地下街建設計画は、1961年設立の横浜駅前振興株式会社（現：株式会社横浜スカイビル）による横浜駅東口再開発計画を発端としている。ただし資金不足により横浜スカイビル（初代）の建設にとどまり、同社は地下街を建設することができなかった。
その一方、横浜駅西口は1950年代から相模鉄道により再開発が行われ、横浜髙島屋（のちの相鉄ジョイナス）が開業、1964年12月1日には地下街「ザ・ダイヤモンド」が開業した。これにより再開発前は荒れ地でさびれていた西口に客足を奪われるようになり、危機感を持った東口の商店主らの要望を受け、1971年6月に横浜市全員協議会が「横浜駅東口総合計画」を策定。第三セクターの財団法人横浜駅東口開発公社により横浜ポルタの建設・運営が行われることになり、横浜ポルタが開業した。
なお横浜駅東口開発公社は、横浜駅東口開発で抱えた巨額の赤字を解消するめどが立たないため1988年3月に解散し、同年4月より横浜新都市センターが横浜ポルタの運営を引き継いだ。

### 名称の由来
施設名はイタリア語で「門・入口・玄関・扉」を意味するポルタ (porta) に由来し、横浜駅東口の玄関口となる陽気で楽しいショッピングセンターをイメージして命名された。
なお、同時期の1980年11月27日に京都駅にも「京都駅前地下街ポルタ」が開業したが、施設名の由来は同一である。京都駅前地下街ポルタでは『京都新聞』紙上で公募を行った上で名称を決定しており、ほぼ同時に開業した2つの地下街が同名になったのは全くの偶然である。京都駅前地下街ポルタは、JR西日本グループの京都ステーションセンター株式会社が運営しており、資本関係などの繋がりは全くない。

## 沿革
- 1971年10月 - 横浜駅東口の再開発を目的に、第三セクターの財団法人横浜駅東口開発公社を設立。
- 1980年11月7日 - 横浜ポルタ・横浜駅東口地下駐車場が営業開始[1]。
- 1988年
  - 3月31日 - 横浜駅東口開発公社が解散。
  - 4月1日 - 横浜新都市センターが横浜ポルタを継承。
- 1990年10月 - リニューアル。
- 2000年9月 - 全面リニューアル。北側の飲食店ゾーンはリトルイタリーと銘打ち、イタリアの雰囲気を表した内装とした。
- 2004年10月 - ポルタポイントカード発行開始。
- 2009年5月 - 大規模改装に着手[8][9]。
- 2013年1月15日 - 改装完了で記念式典[10]。

## 接続する施設
- 横浜新都市ビル
  - そごう横浜店
  - 横浜駅東口バスターミナル
  - 横浜駅東口地下タクシープラザ（タクシー乗り場）
- 横浜スカイビル
  - マルイシティ横浜
  - 横浜シティ・エア・ターミナル（YCAT）
- 横浜ターミナルビル（横浜駅東口駅舎）
  - JR東日本・京浜急行電鉄 横浜駅
  - ルミネ横浜店
- 崎陽軒本店

## アクセス

### 鉄道
- 京急線・JR・東急東横線・みなとみらい線 ・相鉄線・市営地下鉄 - 横浜駅下車（東口直結）。

### 路線バス
- 横浜駅東口バスターミナルまたは横浜駅改札口前下車。

## ギャラリー

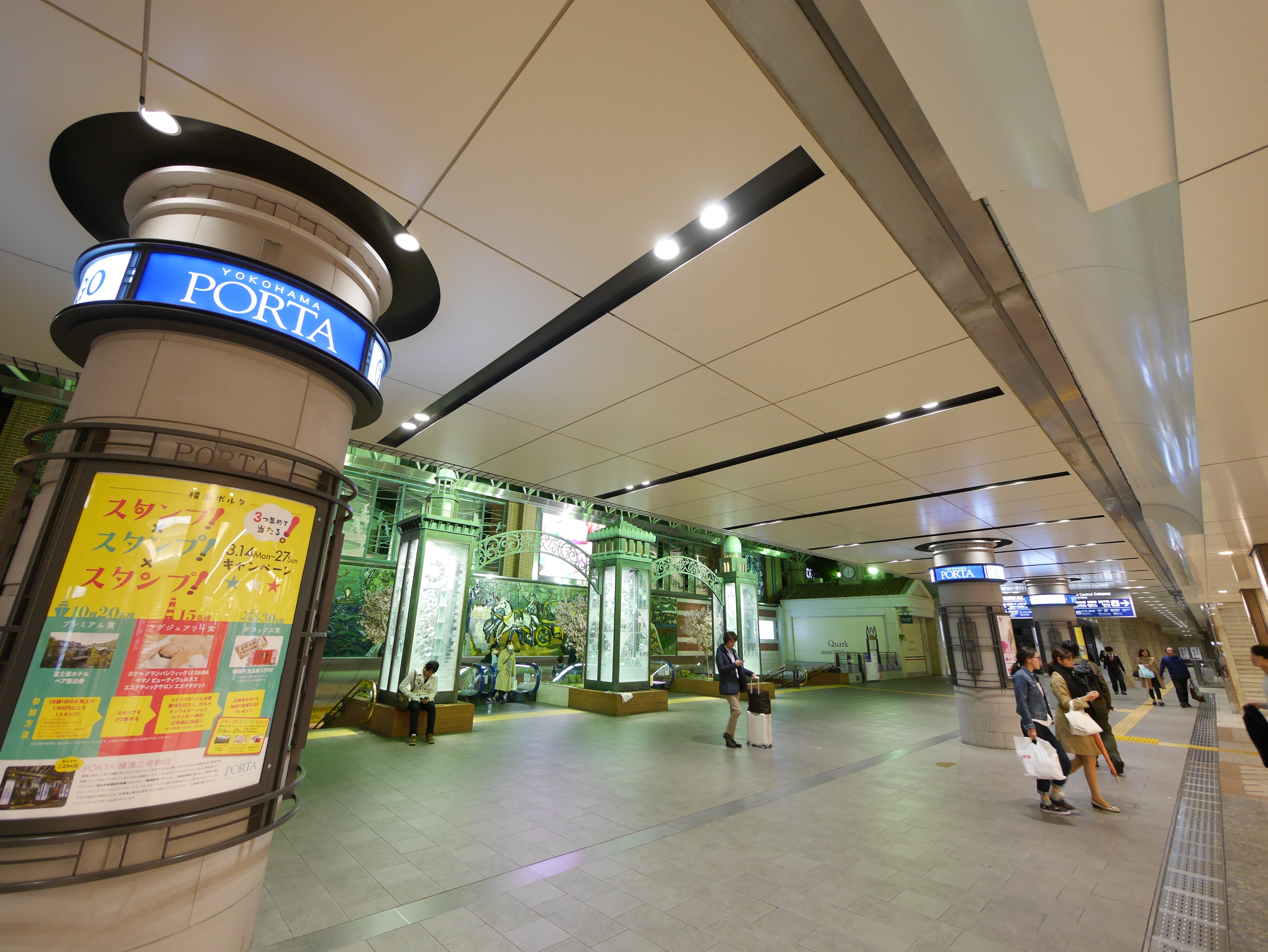
西側入口（横浜駅側）
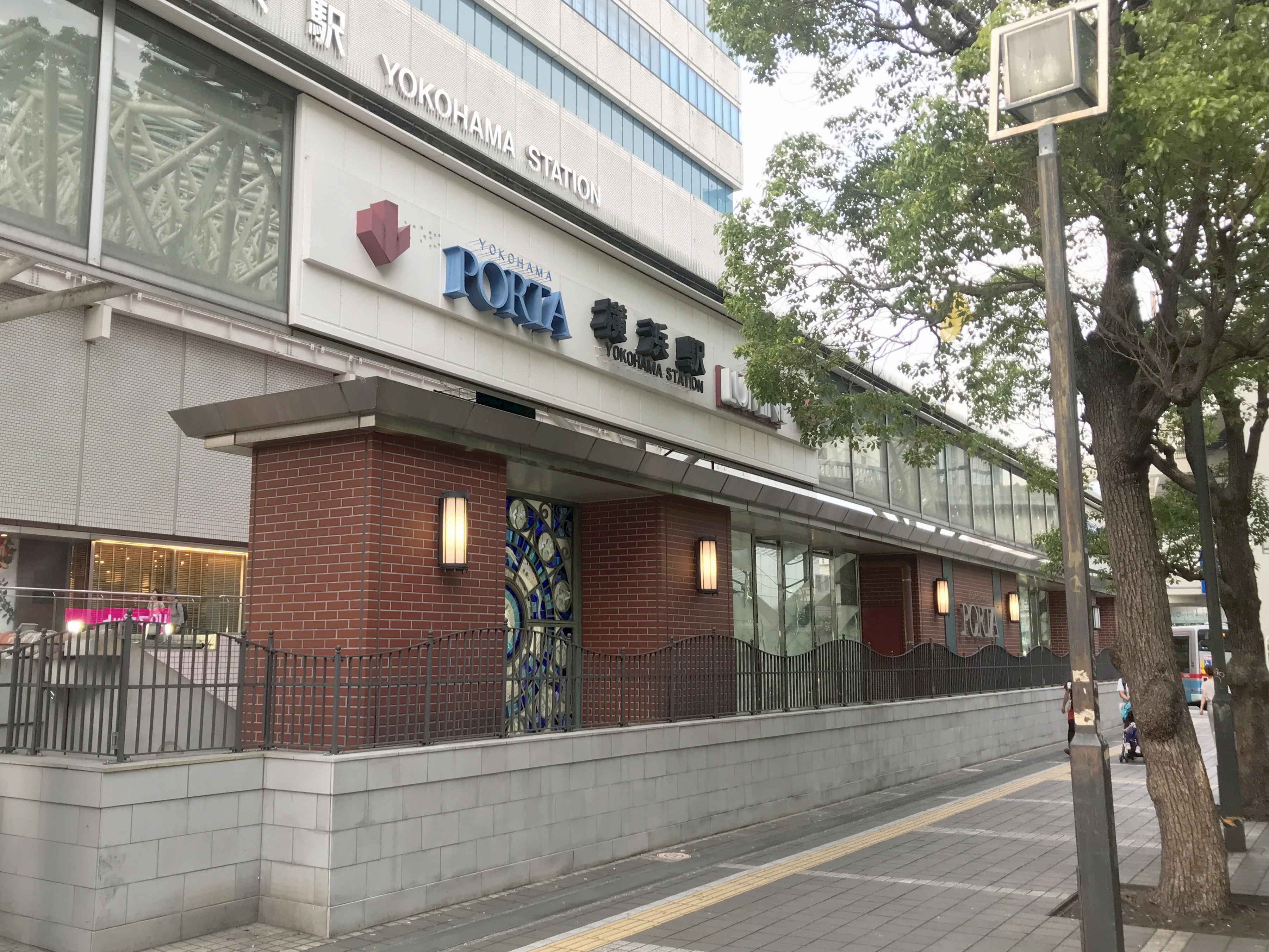
西側入口の地上部
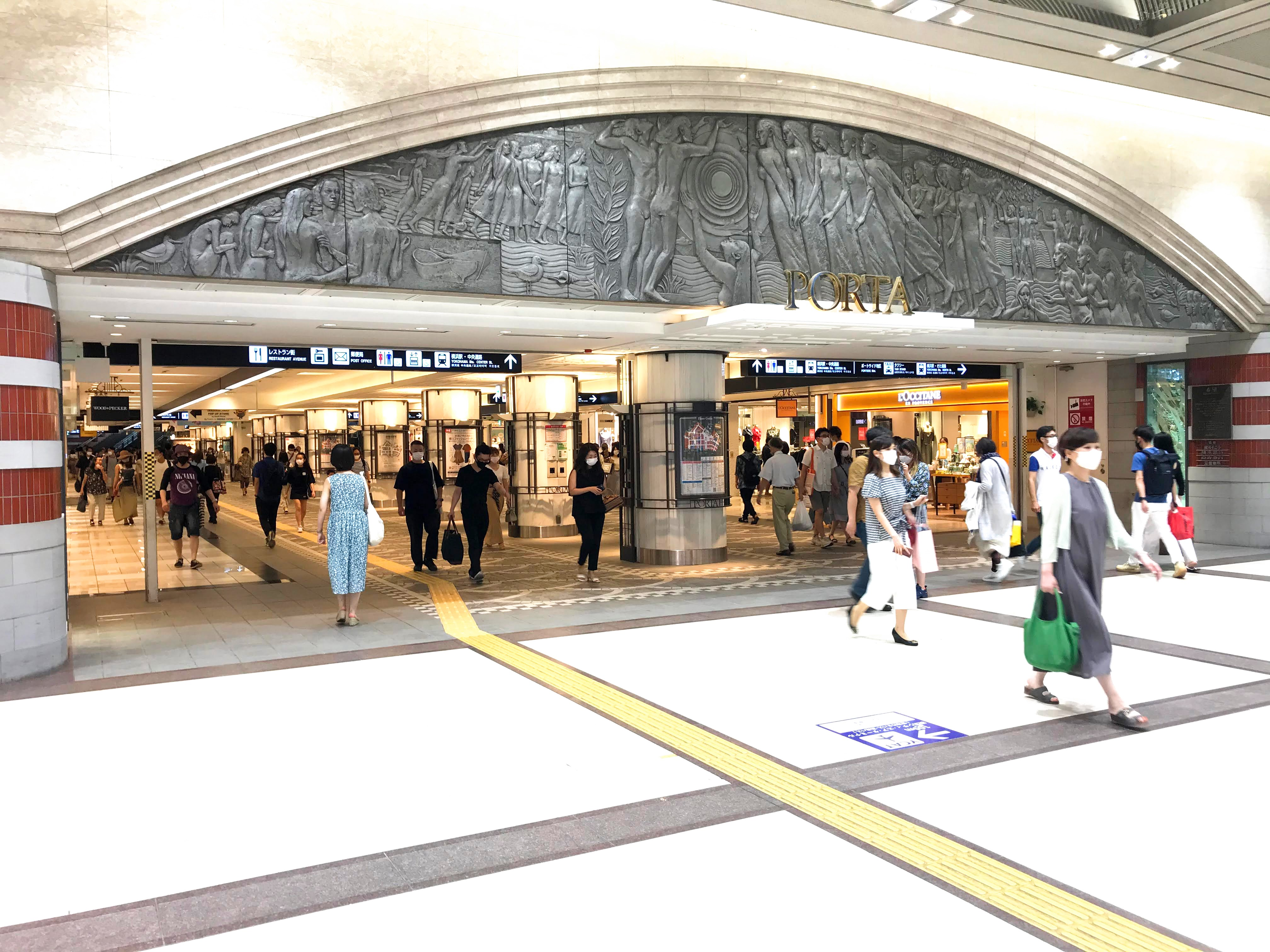
東側入口（横浜そごう側）
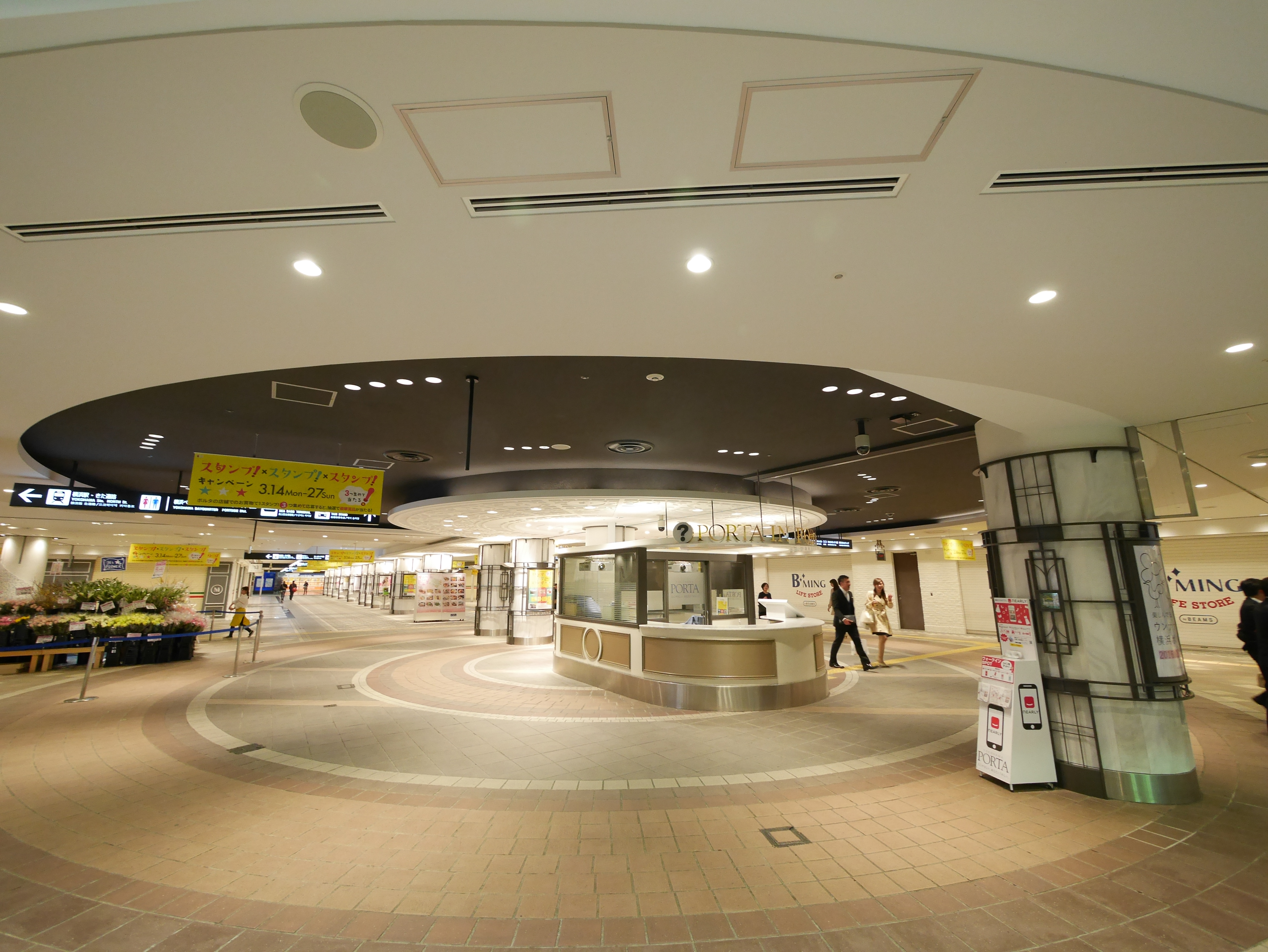
インフォメーションカウンター付近
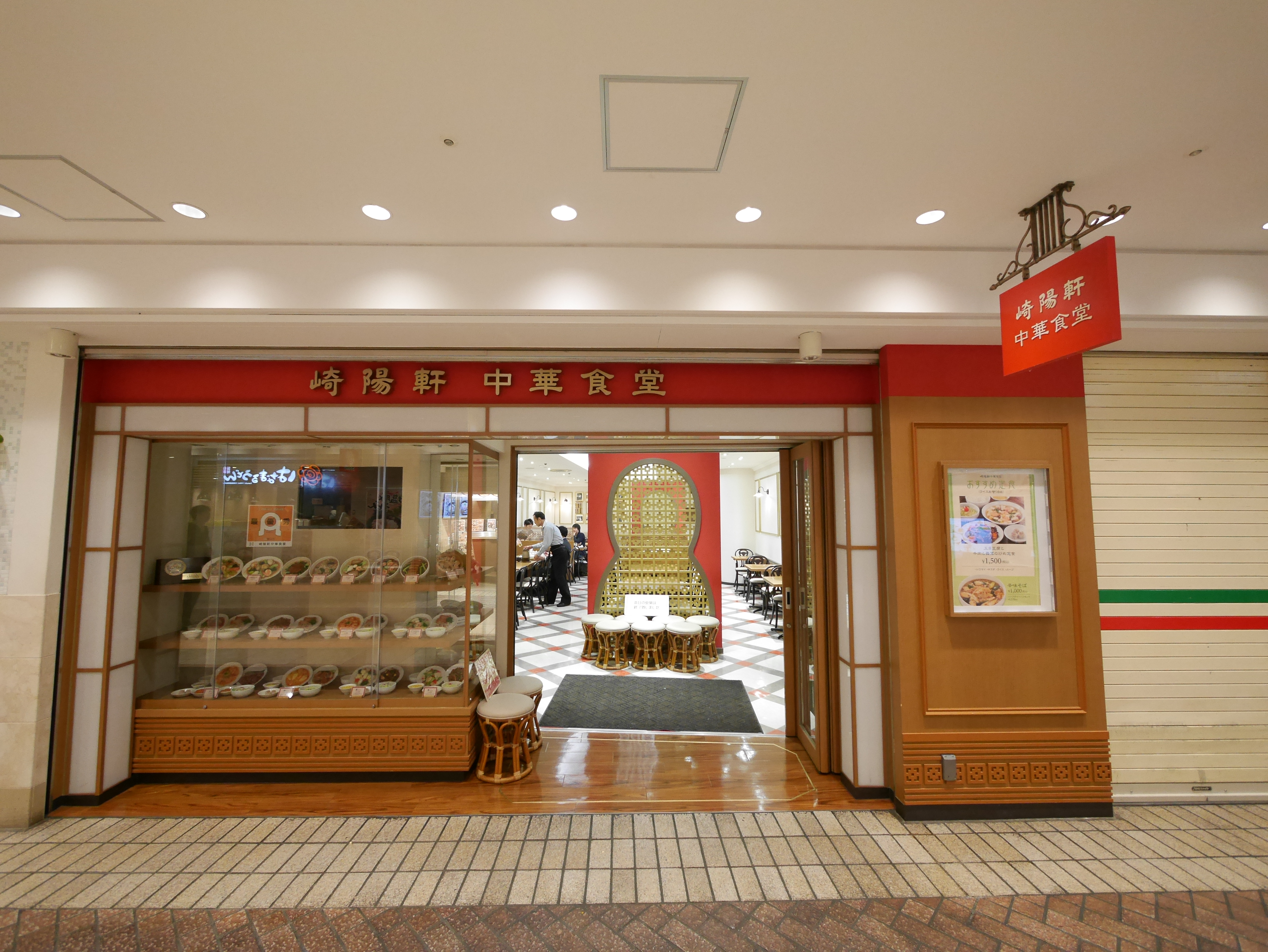
崎陽軒 中華食堂
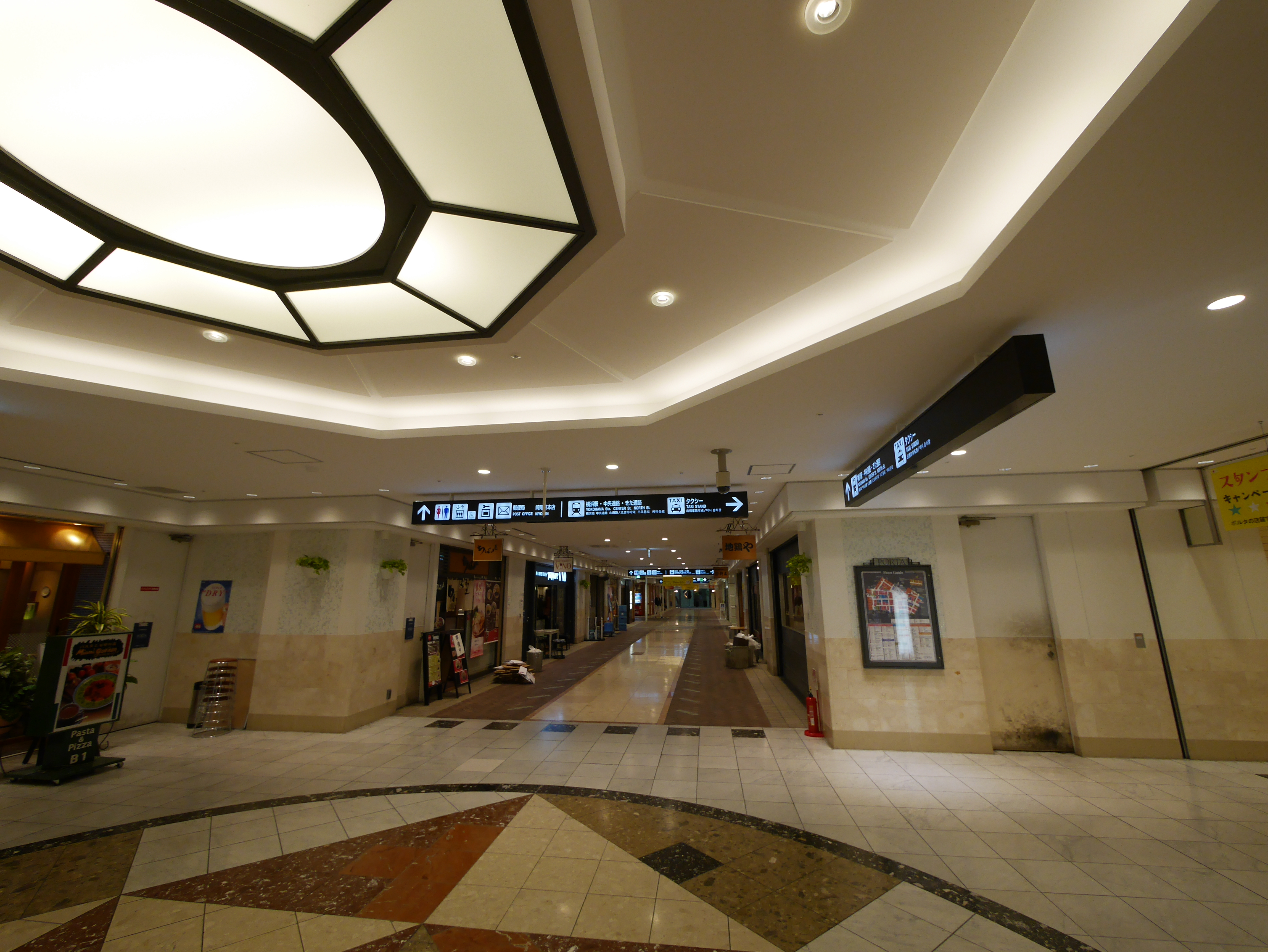
南側の飲食店街
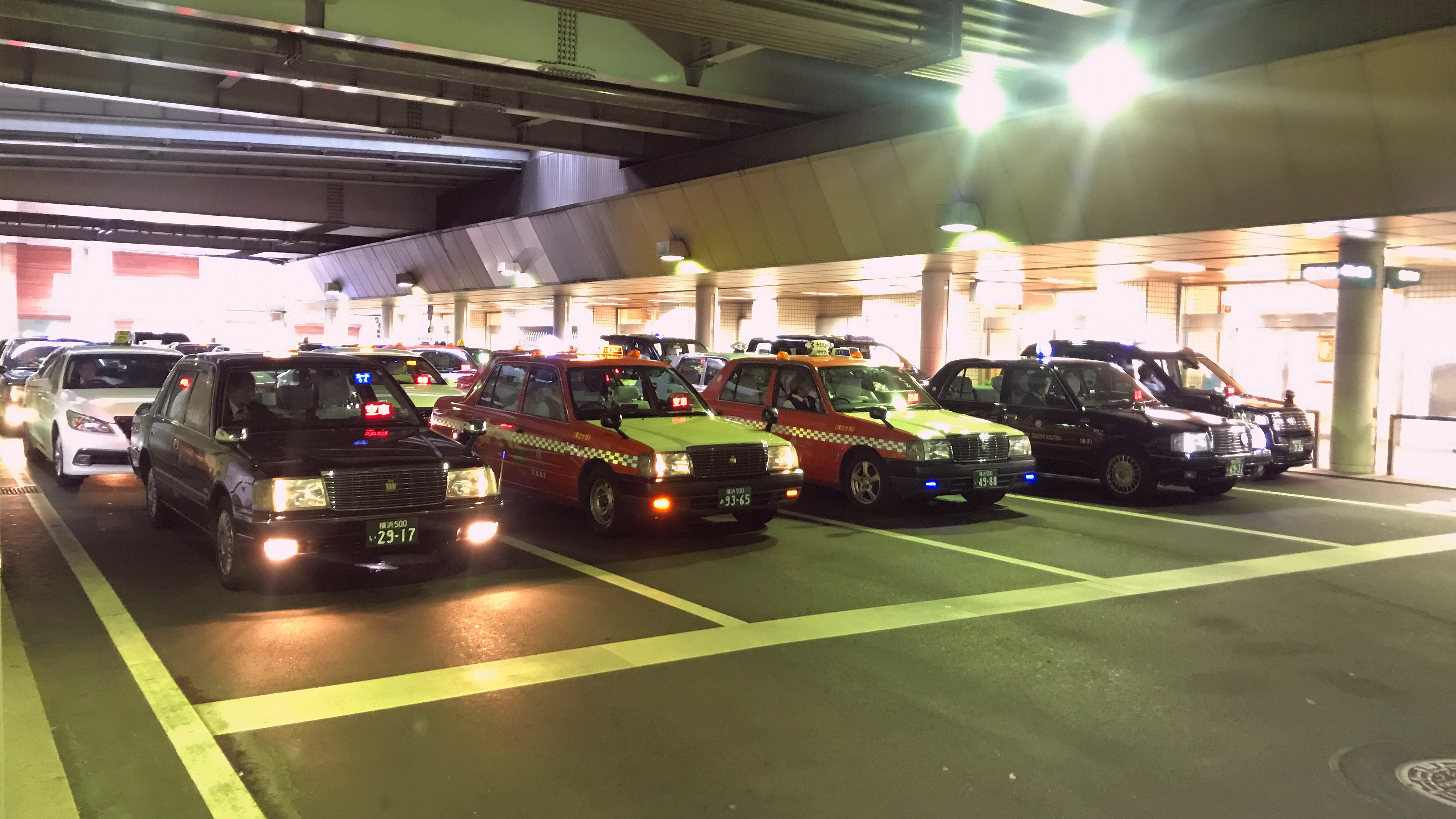
北側に隣接する、横浜駅東口タクシープラザ（横浜駅東口駅前第2交通広場）